# Xenorma ovata
Xenorma ovata är en fjärilsart som beskrevs av Paul Dognin 1900. Xenorma ovata ingår i släktet Xenorma och familjen tandspinnare. Inga underarter finns listade i Catalogue of Life.